# Blitzschlange

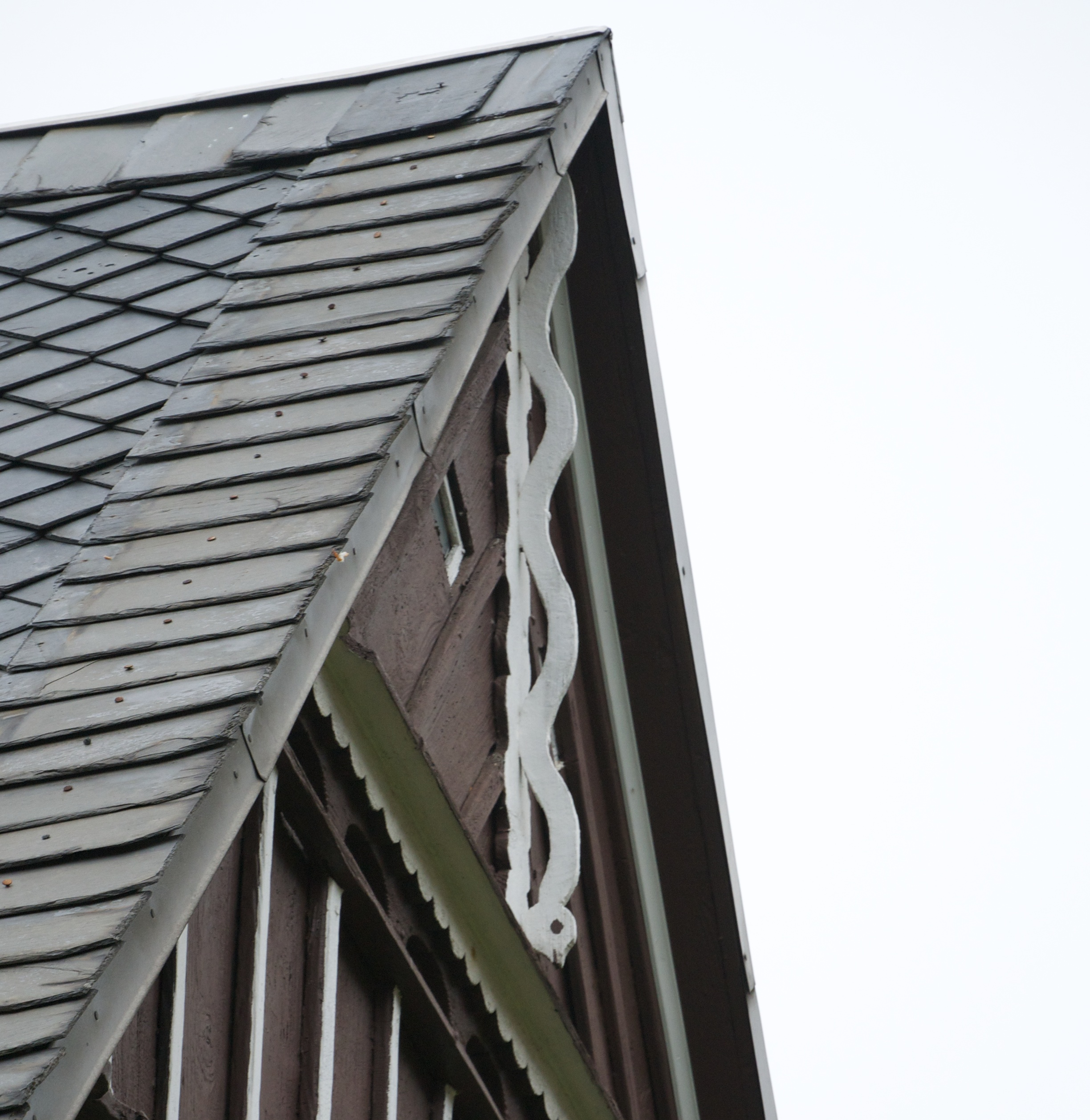
Blitzschlange im Bretterbeschlag des Giebeldreiecks eines Oberlausitzer Umgebindehauses in Ebersbach. Die Schlange ist etwa 1,20 Meter lang. Ihr Körper ist mit vier großen Wellen, ovalem Kopf und geöffnetem Maul ausgebildet.

Eine Blitzschlange ist ein Bannzeichen, das auf eine „blitzschutzgebende Wassergottheit“ zurückgeführt wird. Karl Bernert vermutete ihren Ursprung in der Niederlausitz. Die senkrecht im Scheitel des spitzen Spiegelfeldes von Umgebindehäusern angebrachte Schmuckleiste ist nur noch sehr selten erhalten.

## Bannzeichen
Die Blitzschlange soll als magisches Zeichen am Giebel das Haus gegen Blitzgefahr und Feuersbrunst schützen und wird als „Spiegelbild des zuckenden Wetterstrahles“ gedeutet. Es soll dem Blitzstrahl vorspiegeln, er hätte sein Ziel ja schon erreicht, und so dafür sorgen, dass er sich ein neues Ziel sucht.
Auf den gleichen Glauben, dass der Blitz nicht zweimal an der gleichen Stelle einschlage, geht auch der im Vogtland verbreitete Brauch zurück, ein Stück eines vom Blitzstrahl getroffenen Balkens oder Baumes auf dem Dachboden aufzubewahren. Der Splitter sage ihm, dass er das Gebäude schon einmal heimgesucht hätte und er daher hier nicht noch einmal einschlagen müsse.

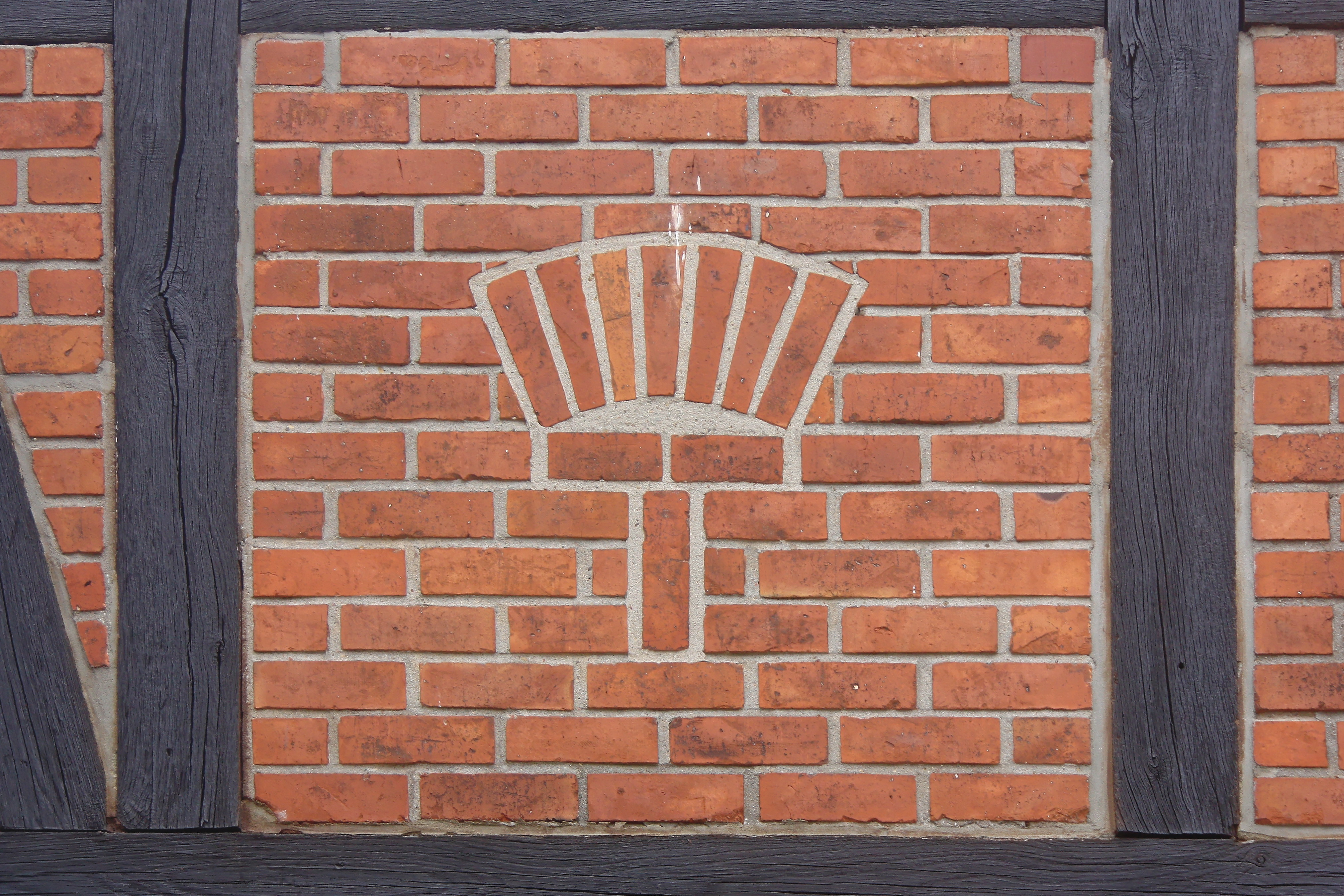
Donnerbesen im Mauerwerk der Lutherkirche in Hamburg-Wellingsbüttel

Blitzschlangen erinnern darüber hinaus auch an den Donnerbesen: ein norddeutsches Schutzzeichen, das in die Backsteingiebelwand eingefügt wurde, um Unheil abzuwenden. Die „Schuppung eines Drachenkleides“ oder „Drachenhaut“ ist ein weiteres Zeichen zum Schutz gegen Blitzschlag, das sich gelegentlich an Fachwerkhäusern findet. Weiterer ideeller Brandschutz sind bildliche oder figürliche Darstellungen des Heiligen Florian an Häusern und Toren, besonders in katholisch geprägten Regionen.
Dem realen Brandschutz dienten am Haus angehängte Leitern und wirkliche Blitzableiter, die z. T. auch auf die Schwanzspitze der Blitzschlangen aufgesetzt wurden.

## Ausführung
Hölzerne Blitzschlangen finden sich an der ornamentalen Verbretterung der oberen Spitze des Giebeldreiecks einiger Umgebindehäuser in der Oberlausitz und Böhmens. Diese besteht häufig aus diagonal angebrachten verleisteten Bretten, die an einer senkrechten Mittelleiste spiegelbildlich angeordnet sind. Auf dieser Mittelleiste oder einem zusätzlich angebrachten bogenförmig geschnittenen Brett ist die abstrahierte Darstellung einer Schlange befestigt, die vom Dorfschreiner oder dem Hausbesitzer aus einem starken Brett herausgesägt wurde. Ihr Körper schlängelt sich von der Giebelspitze ab.
Mit der zunehmenden Verwendung von Schiefer zum Wetterschutz der Giebelwände (s. Schieferdeckung) wurde das Schlangenmotiv gelegentlich auch vom Schieferdecker in den moderneren Schiefergiebel aufgenommen.
Darüber hinaus findet sich das Schlangenmotiv auch rechts und links der Haustür. In Erweiterung des Wirkungskreises des Bannzeichens sollte so das ganze Haus auch vor dämonischem Unheil geschützt werden.

## Beispiele erhaltener Blitzschlangen
Im Stadtmuseum in Löbau wird eine 1,05 Meter lange, 3,5 Zentimeter dicke Blitzschlange aufbewahrt, deren Körper sich in fünf großen Wellen vorwärts bewegt. Ihr Hals ist zurückgebogen, der Kopf nach vorn gestreckt. Die Zunge ist im leicht geöffneten Maul sichtbar. Das mandelförmige Auge wurde eingebrannt. Raschke schätzte ihre Herkunft auf das letzte Viertel des 18. Jahrhunderts. Die Schlange stammt aus einer kleinen Sammlung wertvoller Volkstumsgegenstände, dem Nachlass des Med.-Rat von Stieglitz, der in den Jahren 1903–1918 Bezirksarzt der Amtshauptmannschaft Löbau war. Sie hing ursprünglich in der Giebelspitzes eines Hauses in Oppach.

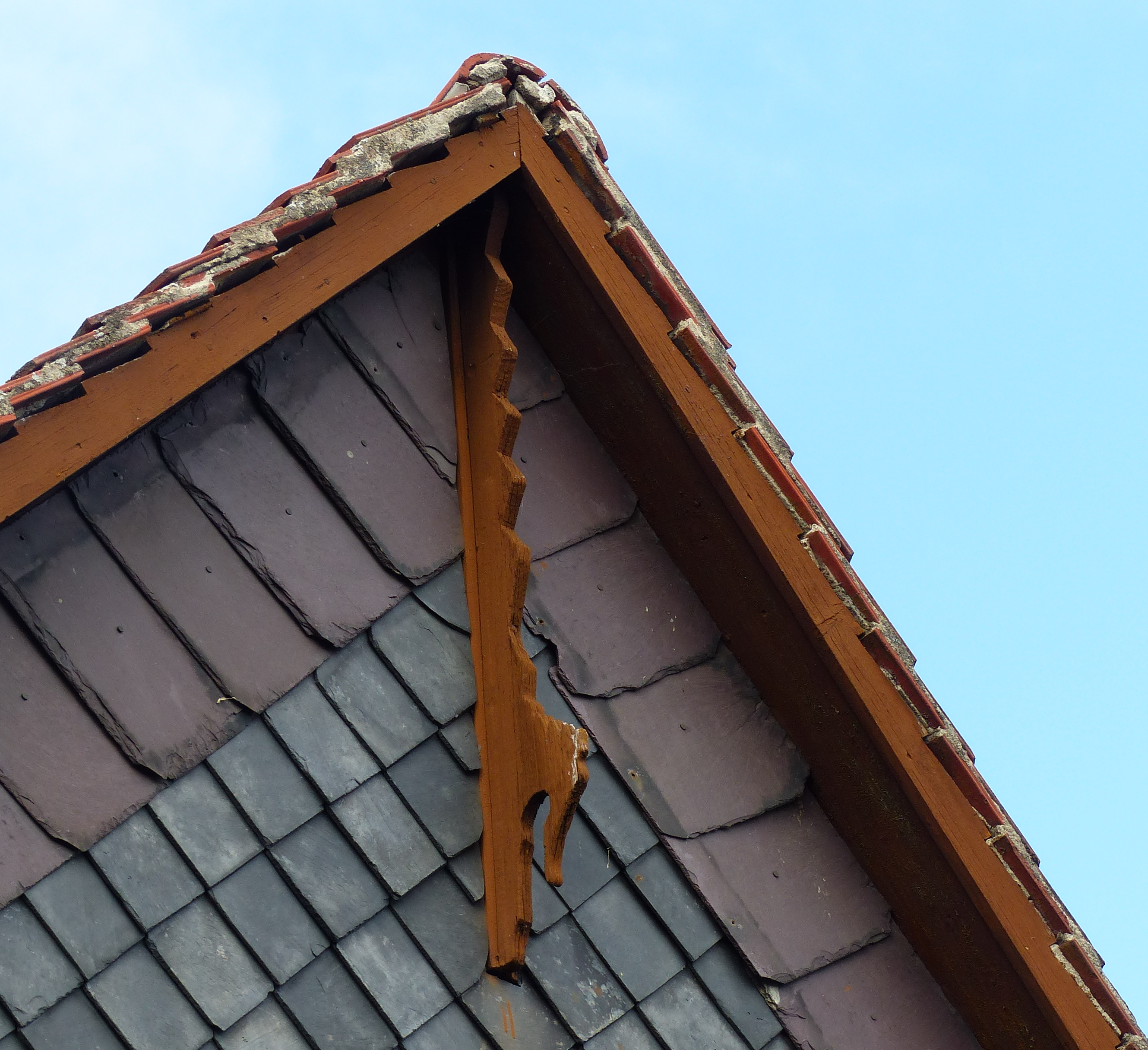
Blitzschlange in Niedercunnersdorf

Eine in Niedercunnersdorf erhaltene Blitzschlange mit etwa 1 Meter langem, blitzartig gezacktem Körper und phantastisch schnabelförmig ausgebildetem Kopf findet sich noch an ihrem angestammten Platz im Giebeldreieck. Die ursprüngliche Verbretterung des Giebels wurde durch Schiefer ersetzt.

## Nachweise und weiterführende Literatur

### Nachweise
1. ↑  
Max Raschke: Blitzschlangen am Oberlausitzer Umgebindehaus. In: Mitteilungen des Landesverein Sächsischer Heimatschutz Dresden. Band XXVIII, 1939, S. 267.
2. 1 2 3  
Karl Bernert: Umgebindehäuser. 1988, Verbretterungen, S. 126.
3. 1 2 3  
Karl Bernert: Als man noch ziehen musste damit's klingelt. Kratzeisen, Blitzschlangen und anderes. In: Sächsische Zeitung (= Oberlausitzer Geschichte und Geschichten). 19. Februar 2001, S. 8.
4. ↑  
Max Raschke: Blitzschlangen am Oberlausitzer Umgebindehaus. In: Landesverein Sächsischer Heimatschutz Dresden (Hrsg.): Mitteilungen. Schrift für Heimatschutz, Volkskunde, Denkmalpflege und Naturschutz. Band XXVIII, Heft 9 bis 12. Dresden 1. Dezember 1939, S. 264–278.
5. 1 2 3 4  
Max Raschke: Blitzschlangen am Oberlausitzer Umgebindehaus. In: Mitteilungen des Landesverein Sächsischer Heimatschutz Dresden. Band XXVIII, 1939, S. 264.
6. ↑  
Drachenhaut schützt vor Blitzen. Fachwerk-Experte lobt Altstadt. In: Nassauische Neue Presse, 24. Februar 2007, S. 3.
7. ↑  
Max Raschke: Blitzschlangen am Oberlausitzer Umgebindehaus. In: Mitteilungen des Landesverein Sächsischer Heimatschutz Dresden. Band XXVIII, 1939, S. 264 u. 275.
8. 1 2  
Max Raschke: Blitzschlangen am Oberlausitzer Umgebindehaus. In: Mitteilungen des Landesverein Sächsischer Heimatschutz Dresden. Band XXVIII, 1939, S. 278.
9. ↑  
Max Raschke: Blitzschlangen am Oberlausitzer Umgebindehaus. In: Mitteilungen des Landesverein Sächsischer Heimatschutz Dresden. Band XXVIII, 1939, S. 265 f.
10. ↑  
Max Raschke: Blitzschlangen am Oberlausitzer Umgebindehaus. In: Mitteilungen des Landesverein Sächsischer Heimatschutz Dresden. Band XXVIII, 1939, S. 273.